# 蟲前有10個女仔
《蟲前有10個女仔》（英語：10 gals bugging in the wild），為香港電視娛樂製作的本地遊及真人騷節目，由譚凱倫、王頌茵、鄭伊琪、李炘頤、陳嘉倩、羅沛琪、沈殷怡、張右雨、陳俞希及李昭南輪流主持。於2021年10月18日至29日，逢星期一至五23:00-23:30在ViuTV播出。節目中10位女藝人在生態攝影師郭子祈（James）及黃遂心（Daphne）帶領之下，尋找約40種禽獸品種，每個品種都有不同的分數等級，得分最多的女藝人為勝出者。

## 分數列表
| 分數                                            | 目標生物 |
| 5分                                             | 每集秘密任務 |
| 10分                                            | 黑眶蟾蜍、水牛、夜鷺、南海溪蟹、紡蛛、蝴蝶睡覺、竹節蟲、金斑虎甲、蚰蜒、鶴鱵、大燕蛾、大綠蛙、蜈蚣、野豬                   |
| 20分                                            | 青條花蜂、樹棲蝸牛、螢火蟲、中國水龍、蝙蝠、雞泡魚、銀腳帶、香港瘰螈、豪豬、龍眼雞、沙蟹、大壁虎、八重山蠍、白環蛇、鳥睡覺 |
| 30分                                            | 海馬、赤麂、海星、果子狸、馬蹄蟹、盧氏小樹蛙、翠青蛇、青足蛇、領角鴞、夜鷹、豹貓                                           |
| 額外加分 （分數由生態攝影師郭子祈及黃遂心判定） | 名單外物種、目標生物的身體部分和聲響（例如鳴叫）、目標生物生活作息（例如交配、進食等）                                     |

## 收視
| 集數  | 播映日期                       | 電視直播收視 | 備註  |
| 1－5  | 2021年10月18日－2021年10月22日 | 2.5點        | [ 4 ] |
| 6－10 | 2021年10月25日－2021年10月29日 | 2.5點        | [ 5 ] |

## 記事
- 2021年10月12日：十位節目主持人於九龍灣ViuTV錄影廠出席記者會，由虞逸峯擔任司儀[6]。

## 外部連結
- ViuTV：蟲前有10個女仔 （页面存档备份，存于）

## 電視節目的變遷
| 香港 ViuTV 星期一至五 23:00－23:30                            | 香港 ViuTV 星期一至五 23:00－23:30                       | 香港 ViuTV 星期一至五 23:00－23:30                    |
| ------------------------------------------------------------- | -------------------------------------------------------- | ----------------------------------------------------- |
|                                                               | 蟲前有10個女仔 （2021年10月18日－2021年10月29日）        |                                                       |
| 宵夜燒到過埋夜 （2021年9月27日－2021年10月15日）              | 香港秘密搜查官 （2021年11月1日－2021年11月19日）         |                                                       |
| 香港 ViuTV 星期日 13:30－14:00 · 2023年8月13日－27日 暫停播映 |                                                          |                                                       |
| 磚·家 2（重播） （2023年3月19日－2023年7月16日）              | 蟲前有10個女仔（重播） （2023年7月23日－2023年10月15日） | 山旮旯實習生（重播） （2023年10月22日－2024年1月7日） |